# 浜ちりめん
浜ちりめん（はまちりめん）は、滋賀県長浜市を中心に生産される高級絹織物の総称。滋賀県の地場産業。丹後ちりめんと共にちりめんの2大産地の一つ。

## 歴史

### 古代
古文書（『古事記』及び『風土記』）によれば、古く元明天皇の和銅5年（712年）に『近江国他に令を始めて綾絹を織らしむ』。光孝天皇の仁和3年（887年）には『近江等の国より絹を貢す』と記されている。又、平安時代の記録では蚕糸生産において上糸生産の筆頭の国とあり、近江では太古より絹織物が織られ、上質の糸を生産していたことがわかる。

### 江戸時代
『ちりめん』織りは、天正年間（1573年-1591年）大明国の職工が泉州堺に渡来し、日本に伝えられたとされる。豊臣秀吉による天下統一後『ちりめん』生産の中心は堺から京（西陣）に移り、享保年間（1716年-1735年）『ちりめん』技術は丹後の加悦谷や峰山にも伝えられた。
『浜ちりめん』の始まりは江戸時代中期に、近江浅井郡大郷村（現滋賀県長浜市）の中村林助と乾庄九郎により丹後より技術がもたらされ、大郷村の南浜、中浜、八木浜で手工業として織られていた『ちりめん』が長浜に集荷され、京・大阪方面で販売されたものとされる。長浜の『ちりめん』であることから浜ちりめん（長浜ちりめん）と呼ばれた。

#### 中村林助と乾庄九郎
中村林助と乾庄九郎が生まれた大郷村難波は、度々起こる姉川と高時川の氾濫による水害によって年貢米も納めかねるほど疲弊していた。水害に強い桑を植え養蚕に力を入れていたが、江戸時代中期には生糸の値段が下がり、大郷周辺の村々は困窮の極みに達していた。林助と庄九郎はこの状態を何とかしたいと考えていたところ、近隣の上八木村に蚕紙を買いに来た丹後宮津の商人庄右衛門から、「丹後では『ちりめん』織りを始めてから農民にも余裕ができるようになった」との話を聞き、早速『ちりめん』織りの技術を学びに丹後に行き、又、丹後から庄右衛門に来てもらい、村の人達に技術を伝えた。林助と庄九郎は宝暦2年12月（1753年1月）領主である彦根藩に届を出した上で、農閑期に『ちりめん』を織りそして販売することを始めた。これが『浜ちりめん』の最初と伝えられ、中村林助と乾庄九郎の二人は『浜ちりめん』の創始者と言われる。
『ちりめん』織りの生産はすぐに大郷村周辺から長浜全域へと広がり、琵琶湖を通って京でも販売されるようになった。これに対して京の業者達が「自分たちの営業を妨げるもの」として京都町奉行に訴えでたことから、林助と庄九郎は「（浜ちりめんを京で売ったのは）私利ではなく、村の困苦を救うため」と弁解したが、許されずに京での販売を禁じられた上、捕縛・入獄させられてしまった。村人の嘆願や領主である彦根藩からの働きもあり、漸く4年後解き放たれると共に、『浜ちりめん』の京での販売も認められることになった。この時、林助と庄九郎は大変喜び、西陣に勝ったことから、自分たちのちりめんを『西勝ちりめん』と呼んだ。彦根藩は林助と庄九郎の功績を称え、二人を『浜ちりめん』の織元に任じ、製品の検査を行わせ検印料徴収の特権を与えた。これにより、織元の検印を得られない粗悪品は販売できないことから、製品への信用力を得ることができ、彦根藩は『浜ちりめん』を年貢の対象とし、藩が保護した結果重要な特産品として発展していった。『浜ちりめん』は近江商人、特に湖東地区の商人により全国に売られた。

### 明治時代以降
明治時代に入り、彦根藩による保護、統制が無くなると粗製乱造されたため、一時全国において信用を大いに失った。しかし、明治19年（1886年）3月農商務省令により近江縮緬絹縮業組合が創設され、同組合による統制と県の支援による指導研究と機械化推進により、現在まで重要な地場産業の一つとして発展した。滋賀県は大正4年（1915年）サンフランシスコで開かれた万国博覧会に『浜ちりめん』を出展し輸出を志向したが、輸出が盛んになることはなかった。

## 特徴
- 『浜ちりめん』は、強撚糸を用いシボ（さざ波のような生地上の皺）の高い重目の無地織物を主体とする。『丹後ちりめん』は平織地に文様を織り出した綸子などの紋織物を主体とする。
- 種類としては、シボの高い最高級の『一越ちりめん』、『古代ちりめん』、縦糸横糸を撚糸の工程で変化させた『変わり織ちりめん』、絹の紡織糸を使って織った『浜つむぎ』がある。